# George Beilby

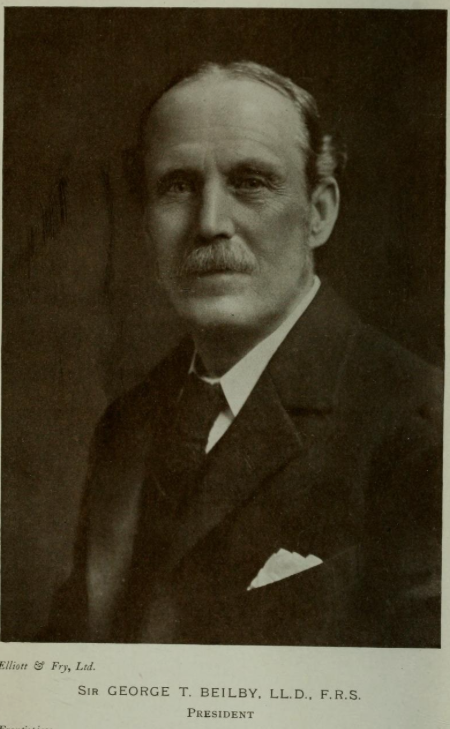
George Beilby

Sir George Thomas Beilby (* 17. November 1850 in Edinburgh; † 1. August 1924 in Hampstead, London) war ein schottischer Chemiker.

## Leben
Beilby war der Sohn eines Arztes und studierte an der Universität Edinburgh Bauingenieurwesen. Danach entwickelte er bei der Oakbank Oil Company mit William Young ein Verfahren, mehr Öl und Stickstoff in Form von Ammoniumsulfat aus Ölschiefer zu gewinnen (Patent 1882). Das verdrängte die alten Destillationsverfahren und machte die Ölschieferindustrie konkurrenzfähiger gegenüber Erdöl.
1891 fand er eine verbesserte Methode Natrium- und Kaliumcyanid herzustellen, die für die Gold- und Silbergewinnung benötigt wurden. Dabei wurde Ammoniakgas durch eine Schmelze aus einer Mischung von Holzkohle und Karbonaten der Alkalimetalle bei einer Temperatur von 850 Grad Celsius geleitet. Die erste Fabrik wurde 1891 in Leith (Schottland) errichtet. Beilby wurde Direktor der Cassel Cyanide und später der Castner-Kellner Company in Runcorn, für die er deren Fabrik in Wallsend aufbaute.
Das Verfahren zur Gewinnung von Natriumcyanid wird manchmal auch Hamilton Castner benannt oder Castner-Kellner-Verfahren, diese Bezeichnungen sind jedoch mehrdeutig. Castner fand anscheinend unabhängig das Verfahren von Beilby 1894 (es wurde erstmals 1899 in Frankfurt am Main industriell realisiert).
1906 wurde er Fellow der Royal Society. 1899 war er Präsident der Society of Chemical Industry und 1905 der Chemie-Sektion der British Association. 1909 bis 1912 war er Präsident des Institute of Chemistry und 1916 bis 1918 des Institute of Metals. 1912 wurde er Mitglied der königlichen Kommission für Treibstoffe und Maschinen der Royal Navy und im Ersten Weltkrieg Mitglied des Admiralty Board of Inventions and Research. 1916 wurde er geadelt.
Die Beilby Medal im Bereich des Chemieingenieurwesens wird seit 1930 vom Institute of Materials, Minerals and Mining, der Royal Society of Chemistry und der Society of Chemical Industry verliehen.

## Schriften
- The Aggregation and Flow of Solids, 1921